# Crosmières
Crosmières är en kommun i departementet Sarthe i regionen Pays de la Loire i nordvästra Frankrike. Kommunen ligger i kantonen La Flèche som tillhör arrondissementet La Flèche. År 2022 hade Crosmières 993 invånare.

## Befolkningsutveckling
Antalet invånare i kommunen Crosmières
| Referens: INSEE |